# Königsschloss Niepołomice

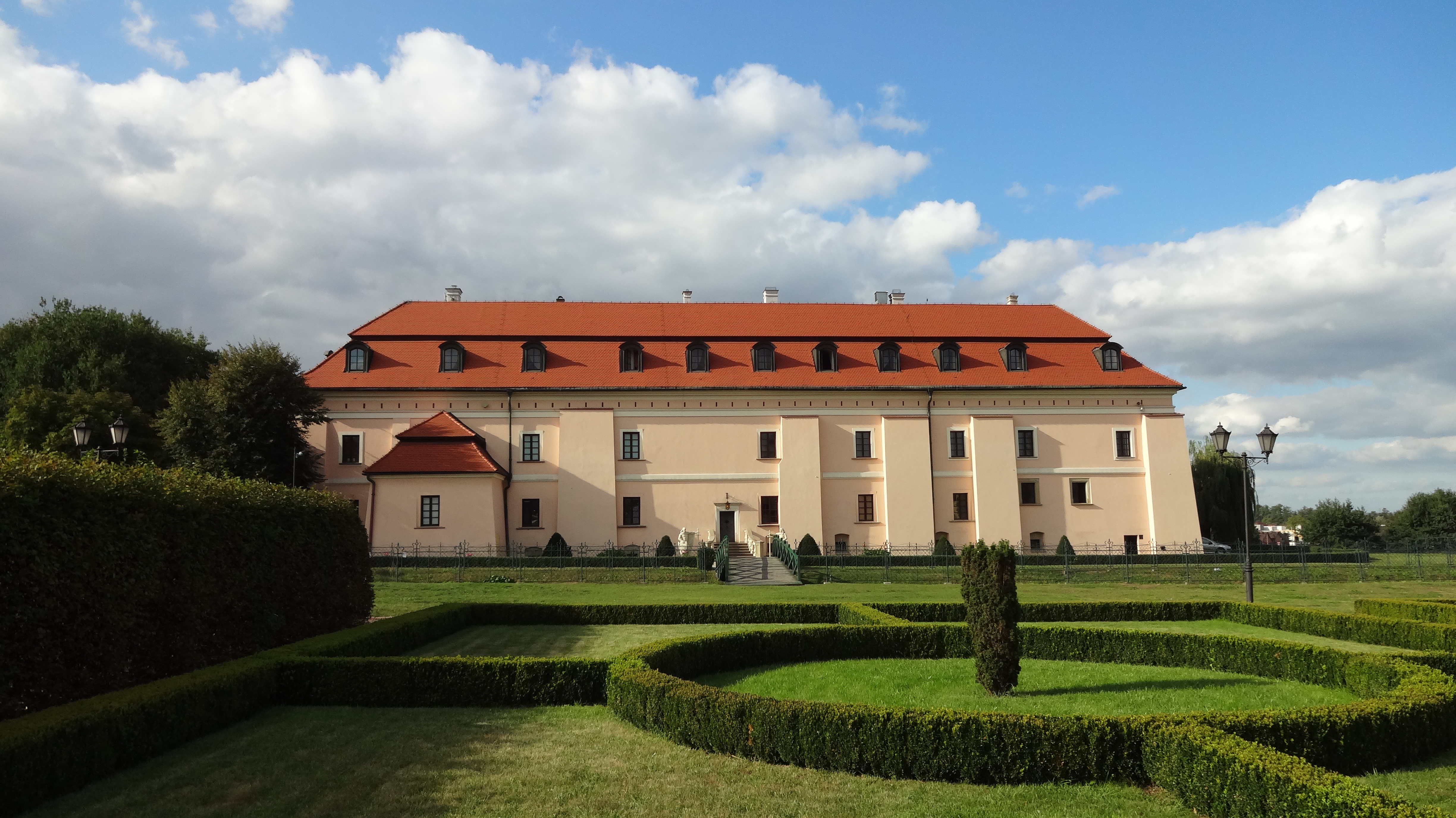
Schloss Niepołomice

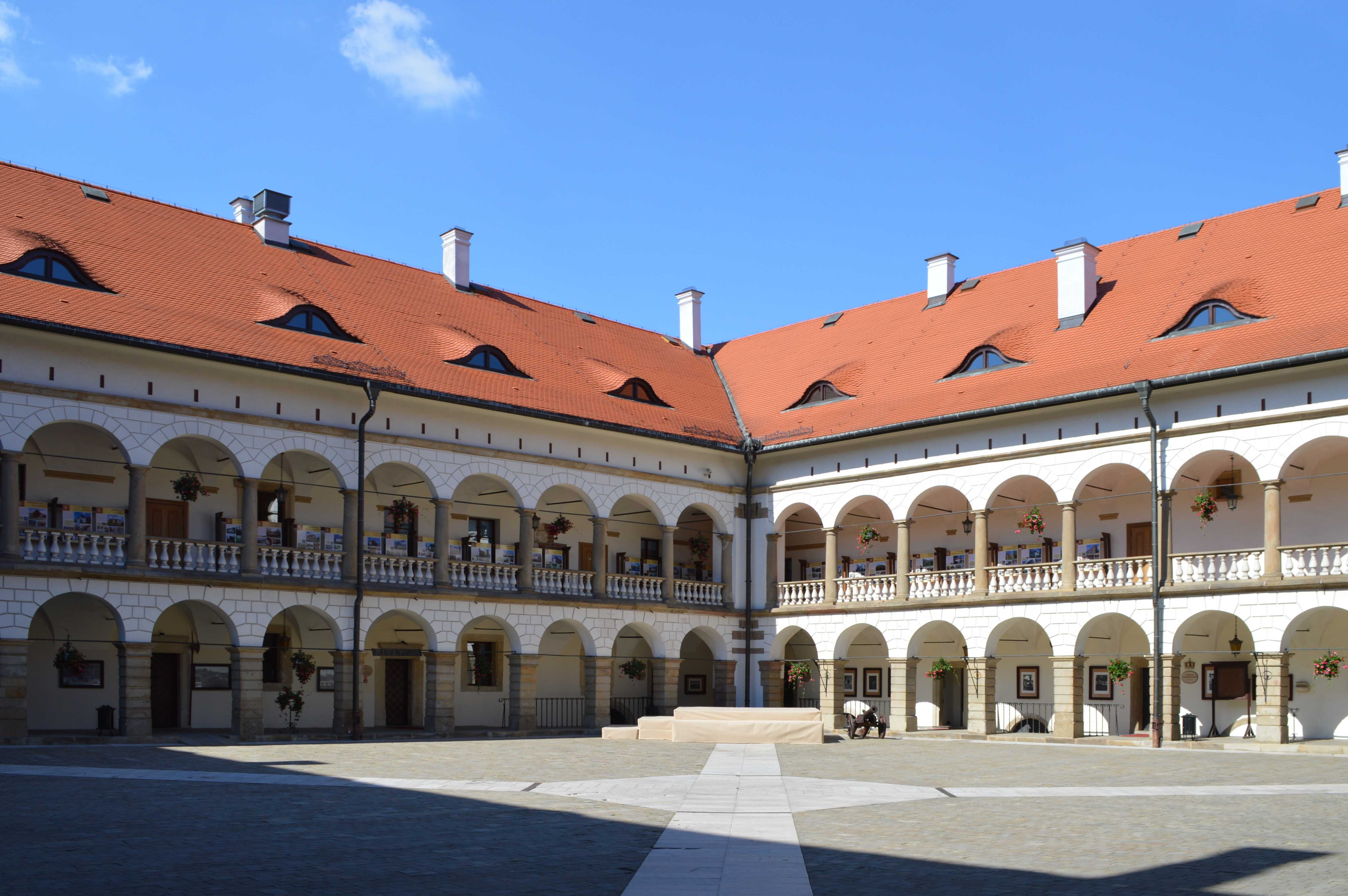
Innenhof des Schlosses

Das Schloss Niepołomice ist ein Renaissance-Schloss in der polnischen Stadt Niepołomice, 25 km östlich von Krakau am Ufer der Weichsel.

## Architektur
Als Architekten des Schlosses waren mehrere italienische Renaissance-Architekten beteiligt, darunter Santi Gucci. Vier Flügel gruppieren sich um einen annähernd quadratischen Innenhof. Das Zufahrtstor liegt im Nordflügel und weist ein gut erhaltenes Renaissance-Portal auf. Im Innenhof gibt es an drei Seiten Arkadengänge über zwei Stockwerke.

## Geschichte
Der Vorgängerbau wurde Mitte des 14. Jahrhunderts unter König Kasimir III. von Polen erbaut, der Neubau daraufhin unter König Sigismund II. August von Polen von 1550 bis 1571 als Jagdschloss am Wald Puszcza Niepołomicka. Das Gebäude wurde von den Schweden im Jahre 1655 und durch Österreicher um 1800 teilweise zerstört.
In der Zwischenkriegszeit bzw. Nachkriegszeit wurde das Schloss zu unterschiedlichen Zwecken genutzt: es befanden sich darin verschiedene Ämter, eine Telefonzentrale und eine Entbindungsstation. Seit 1991 befindet es sich im Eigentum der Stadt Niepołomice. Nach der Renovierung wird das Schloss nun als Kultur- und Konferenzzentrum genutzt.

## Museum
Im Schloss befindet sich zudem ein einzigartiges Museum mit seltenen, historischen Exponaten aus unterschiedlichsten Epochen. Das Museum ist Teil des Nationalmuseums in Krakau und Tickets des Nationalmuseums sind ebenso im Schlossmuseum gültig. Zu den herausragenden Sammlungsstücken zählen unter anderem aus dem 19. Jahrhundert stammende Malereien und Skulpturen der Künstler Henryk Siemiradzki und Stanisław Witkiewicz.